# Hydroptila atalante
Hydroptila atalante is een schietmot uit de familie Hydroptilidae. De soort komt voor in het Palearctisch gebied.